# NGC 986A
NGC 986A is een onregelmatig sterrenstelsel in het sterrenbeeld Oven. Het hemelobject ligt in de buurt van NGC 986.

## Synoniemen
- PGC 9685
- MCG -7-6-14A
- ESO 299-6A
- AM 0230-393
- PGC 9686